# Mareau-aux-Prés
Mareau-aux-Prés település Franciaországban, Loiret megyében. Lakosainak száma 1669 fő (2022. január 1.). Mareau-aux-Prés Saint-Hilaire-Saint-Mesmin, Chaingy, Cléry-Saint-André, Meung-sur-Loire, Mézières-lez-Cléry, Saint-Ay és Saint-Pryvé-Saint-Mesmin községekkel határos.

## Népesség
A település népességének változása:
| Lakosok száma | 932  | 1034 | 1092 | 1233 | 1264 | 1250 | 1351 | 1508 | 1576 | 1669 |
|               | 1968 | 1982 | 1990 | 2006 | 2013 | 2015 | 2017 | 2019 | 2020 | 2022 |